# Орджоникидзе (район Балхи)
Орджоникидзе (тадж. Орҷоникидзе) — село в районе Джалолиддин Балхи Хатлонской области Республики Таджикистан. Входит в состав джамоата (сельской общины) им. Калинина района Джалолиддин Балхи.
Находится на расстоянии 17 км от райцентра (пгт. Балх), и 3 км до центра общины (с. Дехконобод).
Население — 2381 чел. (2017).